# Музей пивоваріння «У Флеку»
Музей пивоваріння «У Флеку»  (чеськ. Pivovarské muzeum U Fleků) є частиною пивоварні «У Флеку». Це одна з найвідоміших і найстаріших чеських пивоварень. Він розташований у Празі в районі Прага 1 Нове-Место на вулиці Кременцове, 7. Окрім пивоварні, компанія також пропонує ресторан та кабаре U Fleků.

## Історія музею
Музей «У Флеку» розташований на території пивоварні та ресторану «U Fleků» в будівлях колишніх солодівень. Солод тут виробляли до 1942 року.
Згідно з традицією, перша згадка про будинок із пивоварнею датується 1499 роком, коли солодовник Віт Скржеменець із дружиною купили будинок № 183/II U Domažlík і почали там торгувати солодом. За його словами, будинок мав називатися Na Skřemenci. Виробничі приміщення солодовні знаходились у корпусі № 1651/II. Послідовна історія цього місця задокументована лише з 17 століття. Сучасна сім'я Бртників придбала пивоварню у 1921 році та керувала пивоварнею, солодовнею та рестораном до 1949 року, коли вони були націоналізовані. Після цього пивоварня стала частиною Празького пивоварного заводу. У 1991 році ресторан повернули родині Бртників, а в 1992 році їм повернули пивоварню. У приміщенні пивоварні знаходиться музей пивоваріння, який був заснований сім'єю Бртників у 1999 році.
Зараз в музеї налічується кілька сотень колекційних експонатів, багато з яких є унікальними. Завдяки тому, що об'єкти в музеї походять не тільки з пивоварні у Флеках, але й з інших пивоварень Богемії та Моравії. Колекція також включає оригінали або копії старовинних фотографій.  Музей можна відвідати щодня з 10:00 до 16:00 за попереднім записом. Екскурсії пропонуються з гідами кількома мовами світу. Під час екскурсії можна фотографувати або робити кіно- чи відеозйомку.
Перша частина екскурсії проходить у колишній солодовні 17 століття, друга — у солодовні 1889 року.

## Екскурсійний маршрут та експонати

### Перша солодовня— початок шляху відвідувачів
Екскурсія починається в солодовні. Будівля складається з двох частин. Старіша на задньому плані була побудована на початку 17 століття і цінна тим, що головна кімната має красиву ренесансну склепінчасту стелю. Найбільшою визначною пам'яткою є димове дерево з кроною, яке називають мерином, тому що воно нагадує спину коня. Солод коптили (певний спосіб сушіння) на дровах. Солод складали на висоту не більше 10 см на дах мерина. За допомогою диму, який підіймався з льоху, де була піч, вироблявся темний солод, який називають кольоровим. Цей солод був одним із чотирьох видів солоду, з якого і сьогодні варять пиво «Флеково». Також можна побачити саму піч. Вона цікава тим, що має форму невеликого витягнутого проходу. Туди клали букові поліна. Від диму стеля почорніла від сажі. Наслідком цього була дуже виснажлива робота для тогочасних солодовників.
Валач, або димове дерево, було побудовано в 1804 році за проєктом легендарного новатора пивоваріння Ф. О. Поупете і прослужило до 1942 року. Це був останній об'єкт такого типу на чеських землях.
У наступній частині екскурсії можна побачити, наприклад, бронзовий фільтр, який був перевезений з пивоварні в Добржиші, або душовий охолоджувач сусла. Інтерес також викличуть повітряний компресор і пивний міксер. Він використовувався для змішування різних партій пива для досягнення вищої якості. Також можна побачити інструменти, які використовували для змішування солоду на валач, такі як дерев'яні лопати та лімпи, дерев'яні інструменти, якими солодовник вручну перевертав солод під час сушіння.
Цікавою є також колекція старовинних фотографій початку XX століття. На ній зображено, наприклад, одяг офіціантки в стилі модерн початку 20 століття. На іншій, 1924 року, і ще одній, 1931 року, зображений персонал пивоварні, тобто працівники пивоварні та ресторану з власником Вацлавом Бртником.
Наступна частина екскурсії пропонує експозицію бондарних виробів, ймовірно, датованих другою половиною 19 століття — першою третиною 20 століття, які неодмінно належали пивоварні. Тут можна побачити інструменти, необхідні для виробництва бочок та інших посудин, які використовувалися не тільки в пивоварні та ресторані, але й загалом для життя людей в минулому. Серед інструментів можна назвати рубанки, різці, ідоли (мірні бруски), які використовувалися для вимірювання окремих частин бочок, глечиків тощо. Цікавою є також бондарська лавка «дід», яку використовували для роботи з деревом, вирізаючи та збираючи окремі частини пивних бочок. Також є випалювальні праски, які використовували для маркування та таврування бочок. На них випалювали, наприклад, назви пивоварень, об'єм бочок, позначення міст. Цікаво, що бондарі все ще використовувалися на пивоварні U Fleků після Другої світової війни й, дуже ймовірно, в 1960-1970-х роках, перш ніж вони перейшли на алюмінієві, а потім і на бочки з нержавіючої сталі. Сьогодні використовуються пивні цистерни.
Однак пиво також продавали у скляних пляшках. Приклади скляних пляшок, переважно літрових, датуються 1930-ми роками. Деякі інші типи пляшок походять з часів Протекторату Богемії та Моравії. Вони мають етикетку, на якій за часів протекторату спочатку зазначалася німецька назва, а потім чеська.
Важливою особистістю пивоварні у першій третині XX століття був Вацлав Бртнік. Він працював на пивоварні U Fleků з 1898 року і через сім років став пивоваром. У 1921 році, після смерті вдови останнього власника, він викупив усю пивоварню та ресторан.
Його сімдесятиріччя у 1934 році відзначається статтею в тогочасній професійній пресі, груповою фотографією з працівниками та повідомленням про його смерть у 1937 році.  Після його смерті власником став його син Франтишек.

### Друга солодовня— продовження маршруту відвідувачів.
Друга частина екскурсії продовжується у другій солодовні, у будівлі 1889 року. Вона вже працювала за більш сучасним принципом виробництва, ніж перша. У цій новішій солодовні солод вироблявся шляхом сушіння гарячим повітрям, де вже не використовувалася дуже трудомістка технологія нагрівання.
Будівля має два поверхи. На першому поверсі знаходяться цікаві плани реконструкцій, які суттєво змінили планування пивоварні та солодовні. Є підписані від руки копії кінця 19 — початку 20 століть, коли відбувалися перебудови та реконструкції як зовнішніх територій, так і ресторанів. Частково завдяки вищезгаданому Вацлаву Бртніку.
На сходах на верхні поверхи є дуже цікава карта Чехії та Моравії, яка показує наявність пивоварень з 1914 року, часів Австро-Угорської монархії. Видно, що особливо багато пивоварень було в Богемії. Цікавими є також дані про кількість та будівництво окремих пивоварень напередодні Першої світової війни. Ще однією цікавинкою є таблиця, з якої відвідувачі можуть дізнатися про кількість та виставку пива в інших європейських країнах з 1913 р. На стінах також розвішані різноманітні свідоцтва про навчання пивоварній та солодовій справі першої половини двадцятого століття. Вони особливо привертають увагу своєю тогочасною естетикою та іншими раритетами. На другому поверсі, окрім фотографій В. Бртніка, є також дошка з його співробітниками, яка була створена до його сімдесятиріччя. Є також фотографії кінних возів, які використовувалися для доставлення пива, переважно бочкового, до пабів і ресторанів.
Існують також наповнювачі пляшок, які також використовувалися для розповсюдження пива, але в значно меншій мірі.
Екскурсія продовжується повз двері оригінальної топки та далі до верхнього приміщення, яке використовувалося для сушіння складу гарячим повітрям. Підлога зроблена з металевих решіток, на які розсипався солод і сушився гарячим повітрям, що підіймається з печі.
У залі виставлені експонати інших періодів, такі як ручні наповнювачі пляшок в одну пляшку, а також так званий давил. Пристрій, що використовувався для підвищення якості солоду. Це історично цінний лабораторний апарат.
Варто згадати так званий вольгемут, який є своєрідними металевими граблями, що використовуються для перевертання проростаючого зерна і, таким чином, для його кращого просушування.
Є також приклади пінтових і літрових пляшок з різних чеських пивоварень. Деякі з них рельєфні, тобто з написом, який виступає зі скла пляшки й містить назву пива, пивоварні, яка його виготовила тощо. Ще однією цікавою особливістю є пробка, яка використовувалася для закриття пляшок з коронкою, що було новинкою на той час.
Потім вироблений солод вручну переносили лопатами до вищезгаданих дверей, звідки його скидали поверхом нижче, де він сушився, а потім пакувався в мішки. Підлога в цьому приміщенні спочатку була вкрита решітками для сушіння солоду.  Унікальним обладнанням, яке рідко де можна побачити, є так звана викорчовувальна машина, яка використовувалася для видалення коріння з пророслого ячменю.
Цікавинкою тут є керамічна 30-літрова кружка, яка отримала приз на фестивалі курйозів, що традиційно проводиться в Пельгржимові і пов'язаний з Книгою рекордів Гіннеса.
У завершальній частині музею встановлені інші наповнювачі пляшок, які вбивають голки в бочки, які використовувалися для розливу пива для роздачі на розливних підприємствах, а також зразки з періоду Чехословаччини 1948—1989 років.

## Галерея

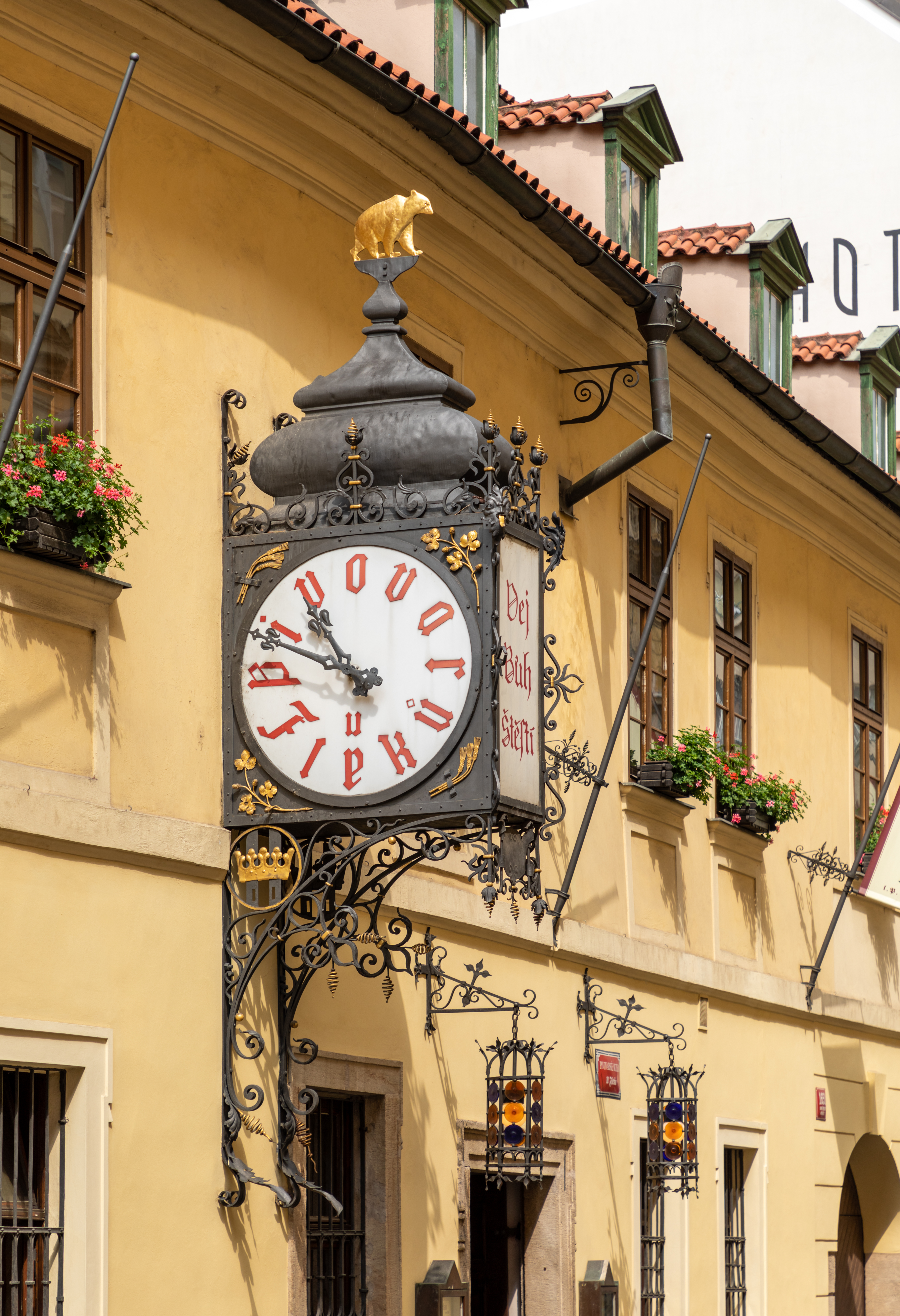
Вхідний фасад 2019 року
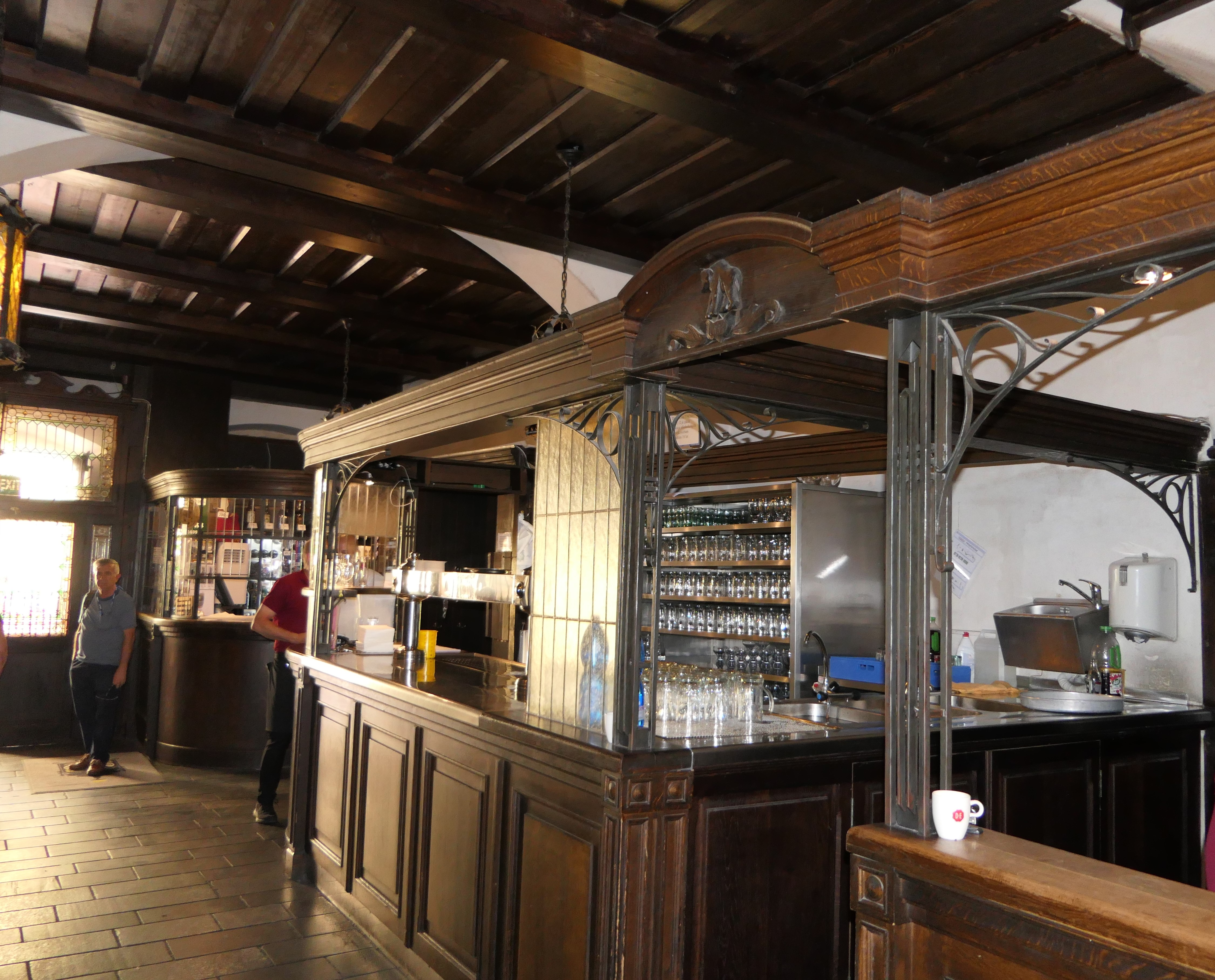
Кран
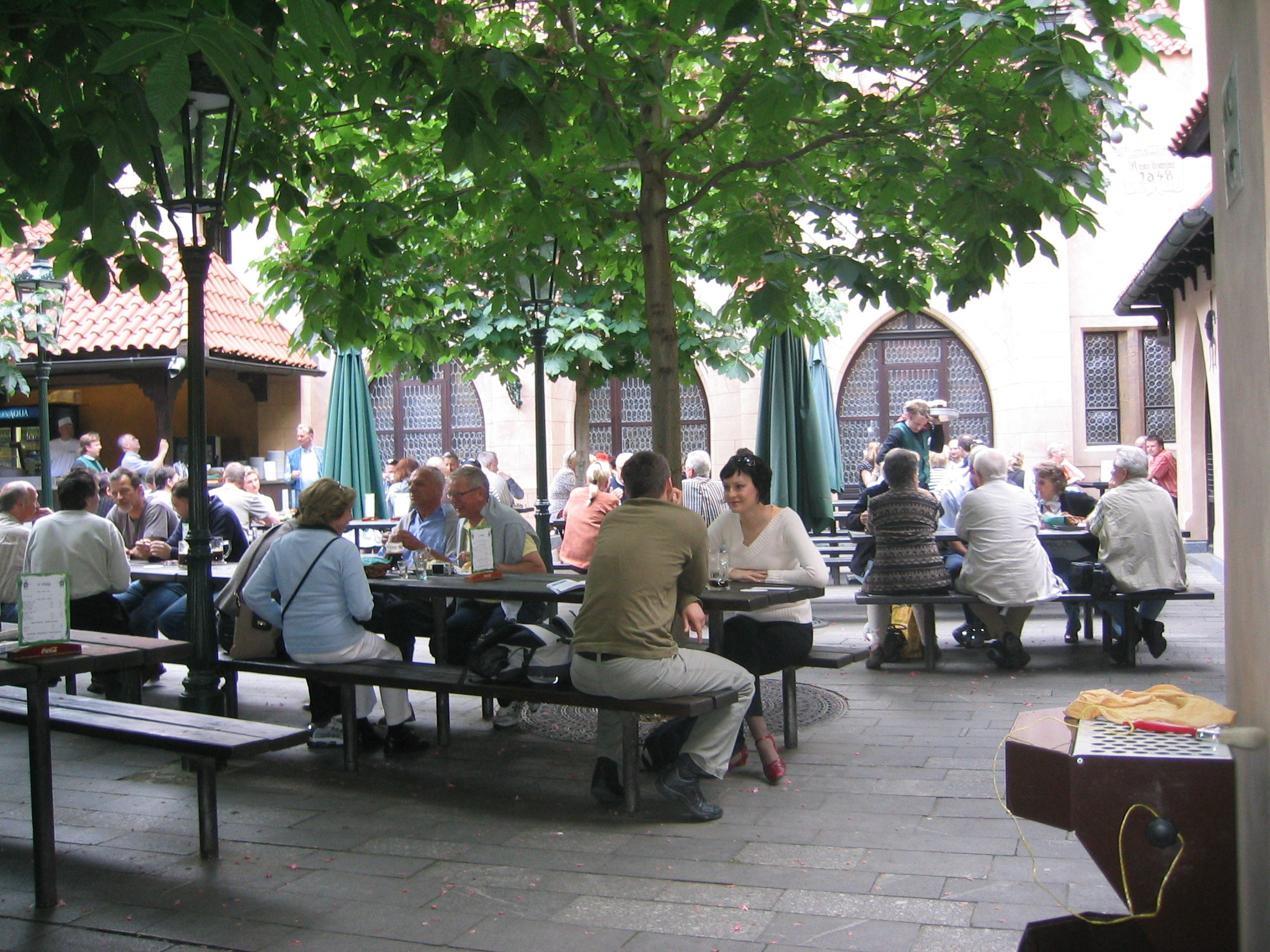
Сад з каштанами
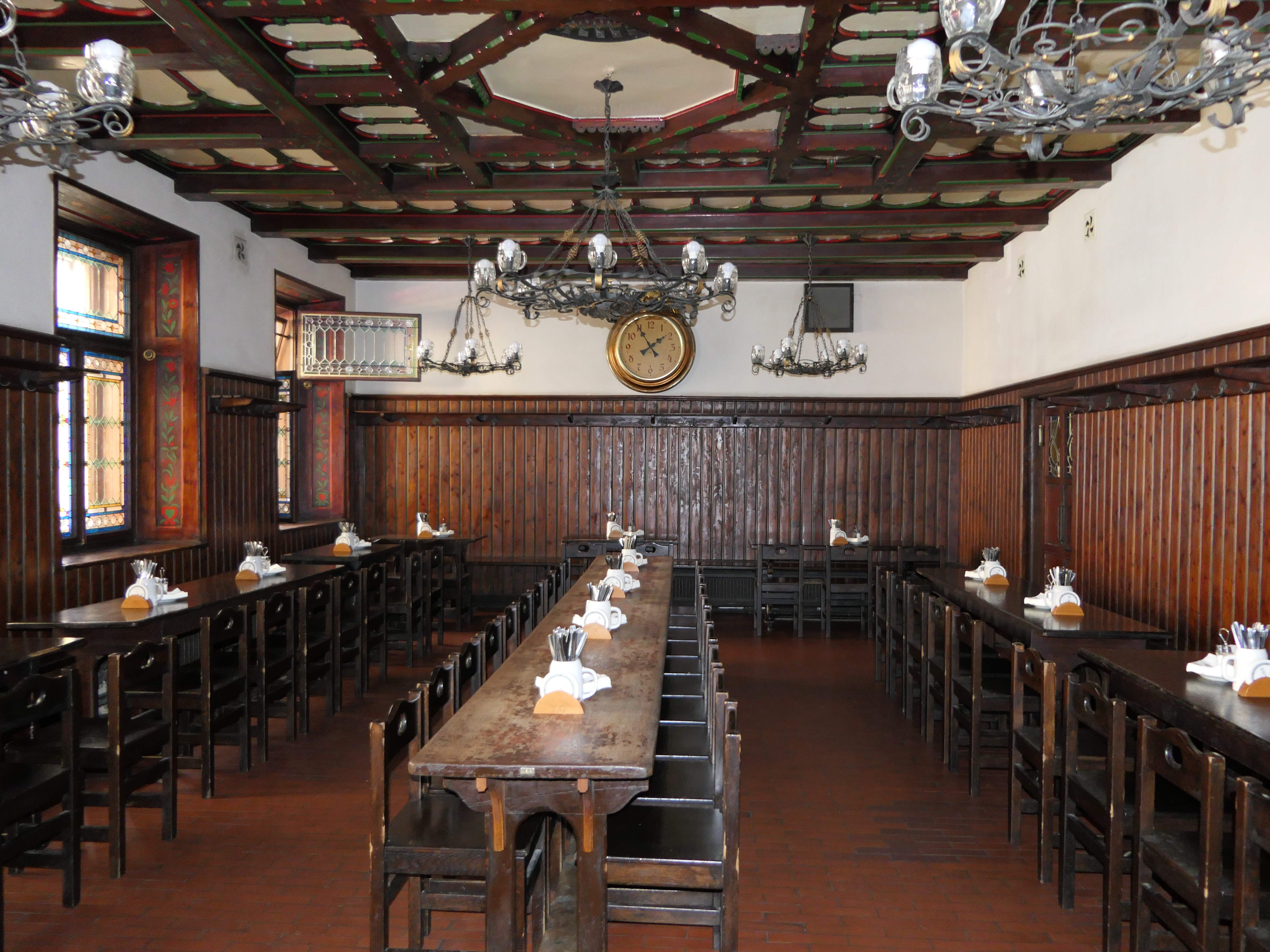
Ресторанний зал
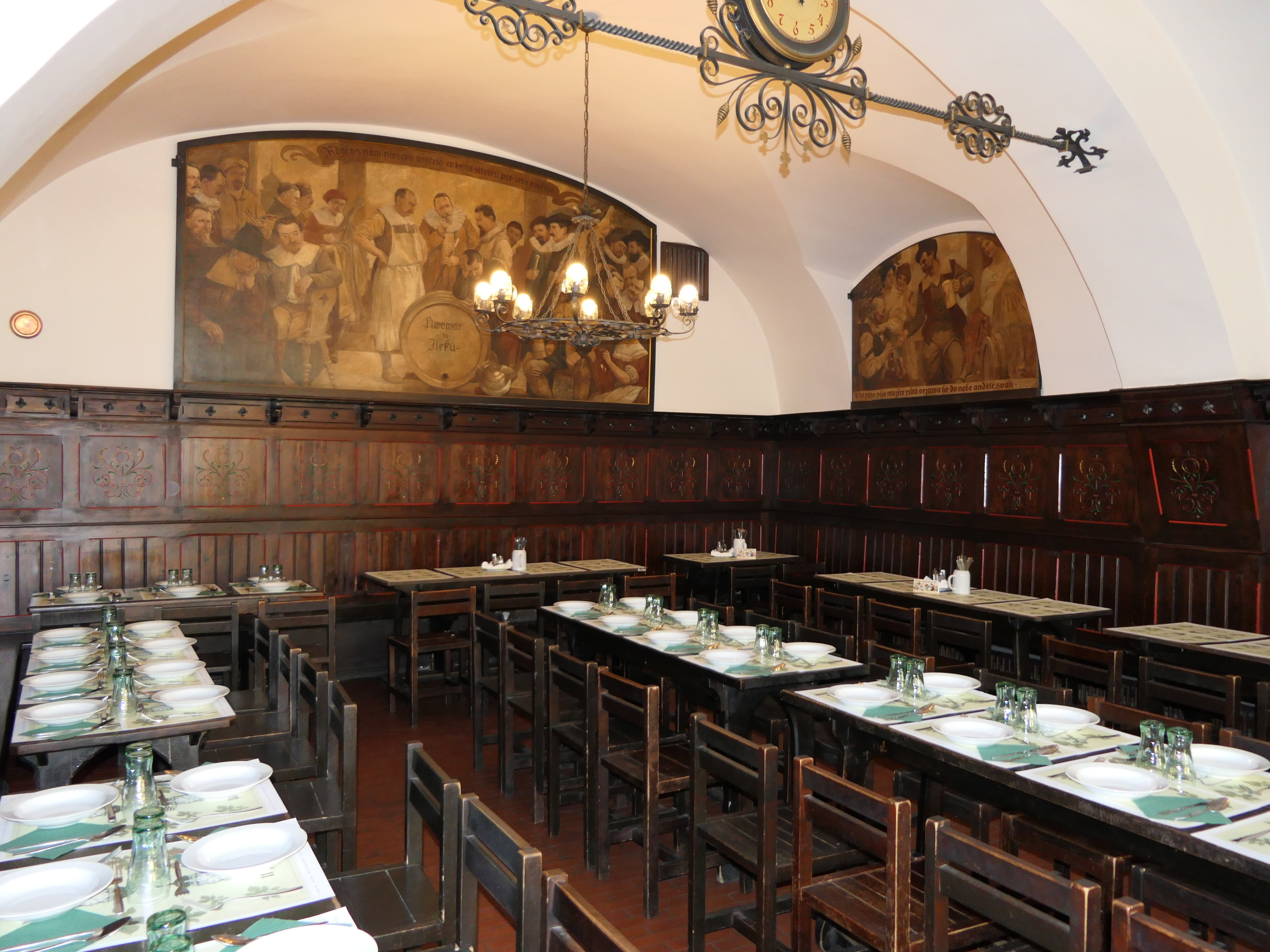
Зала "Академічна" з картиною Ладі Новака